# Kasteel van La Roche-en-Ardenne
Het kasteel van La Roche-en-Ardenne is een hoogteburcht gelegen in de Belgische stad La Roche-en-Ardenne in de provincie Luxemburg. Het is een iconisch beeld van deze provincie gelegen op een rotsachtige heuvel met uitzicht op een bocht in de Ourthe.
Het kasteel werd gebouwd op de ruïnes van een Keltisch oppidum. Menselijke aanwezigheid dateert uit het Neolithicum. De Romeinen vestigden er later een versterkt kamp. Aan het begin van de zevende eeuw bouwt Pepijn van Landen, hofmeier van koninkrijk Austrasië een villa op dezelfde plaats.
In 844 bouwt Adelard, Heer van La Roche, de eerste burcht. Na de dood van Henri de la Roche in 1152, wordt het graafschap doorgegeven aan Hendrik I van Namen, graaf van Namen en na zijn dood in 1196 aan zijn dochter Ermesinde II van Namen en daarmee aan de graven van Luxemburg.
In de veertiende eeuw mogen de inwoners van La Roche-en-Ardenne van Jan de Blinde, graaf van Luxemburg, hun stad beschermen door een muur en torens te bouwen die ook de verdediging van het kasteel versterkten.
Lodewijk XIV van Frankrijk laat het kasteel tussen 1681 en 1688 verder versterken en verbouwen door een leerling van Vauban. Het kasteel werd echter overhandigd aan de geallieerden, overwinnaars van de Spaanse Successieoorlog, die het kasteel verwaarloosden. In 1721 wordt het kasteel ernstig beschadigd door een brand na een blikseminslag. Jozef II van Oostenrijk ontmantelt vervolgens het kasteel. Het werd verder beschadigd door vandalen in de negentiende eeuw en onderging een zwaar bombardement in december 1944 tijdens de Slag om de Ardennen.